# Acacia ignorata
Acacia ignorata é uma espécie de leguminosa do gênero Acacia, pertencente à família Fabaceae.